# Guillermo Jullian
Pour les articles homonymes, voir Jullian.
Guillermo Jullian de la Fuente (dont le prénom est souvent francisé en Guillaume), né en novembre 1931 à Valparaíso, et mort le 21 mars 2008 à Santiago du Chili, est un architecte franco-chilien.

## Biographie
Guillermo Jullian finit ses études à l'École d'architecture de l'Universidad Católica de Valparaíso et part en 1957 pour l'Europe, où il souhaite pouvoir travailler avec le grand Le Corbusier dans son atelier à Paris. Pendant une année entière, Jullian parcourt l'Europe, visitant toutes les œuvres de l'architecte suisse, avant de lui envoyer une lettre à laquelle répondra Le Corbusier qui accepte de le prendre comme apprenti.